# Karl Banghard (Journalist)
Karl Banghard senior (* 14. Oktober 1923 in Flehingen; † 7. Februar 2008) war ein deutscher Journalist und Heimatforscher.

## Werdegang
Seine Tätigkeit als Journalist begann er 1950 bei den Badischen Neuesten Nachrichten, zunächst in Bretten, ab 1964 in Bruchsal. In Nachfolge des ausscheidenden Ludwig Arnet wurde er 1970 Leiter der Redaktion Karlsruhe-Land, bis er 1988 in Ruhestand ging.
Neben seiner beruflichen Tätigkeit widmete er sich in mehreren Schriften den heimatgeschichtlichen und denkmalpflegerischen Belangen seiner Heimatregion. 1979 legte er zur 1200-Jahr-Feier seines Geburtsortes Flehingen eine Ortschronik vor. 
Sein Sohn, der Prähistoriker Karl Banghard junior ist Leiter des Archäologischen Freilichtmuseums in Oerlinghausen und veröffentlicht ebenfalls als Heimatforscher. Unter anderem initiierte Karl Banghard jun. den Bau der Bachritterburg Kanzach, der ersten Rekonstruktion einer mittelalterlichen Holzburg im deutschsprachigen Raum.  Wissenschaftlich beschäftigt sich Karl Banghard jun. vor allem mit der Merowingerzeit, insbesondere mit deren Chronologie und Fernhandelsgeschichte.

## Schriften
- Fünf Schneeballen, zwölf Jahrhunderte. [Oberderdingen-Flehingen]: Eigenverlag, [1979].
- 20 Jahre Oberderdingen mit Flehingen und Grossvillars. Oberderdingen: Gemeinde Oberderdingen, 1993.

## Ehrungen
- 1983: Ehrenmedaille des Landkreises Karlsruhe in Silber
- 1985: Verdienstkreuz am Bande der Bundesrepublik Deutschland
- 1988: Verdienstmedaille des Landes Baden-Württemberg
- 1998: Ehrenmedaille des Landes Baden-Württemberg für Verdienste um die Heimat
- Goldene Ähre des Landesbauernverbandes Baden-Württemberg